# Циге, Кристиан
Кристиа́н Ци́ге (нем. Christian Ziege; род. 1 февраля 1972, Западный Берлин) — немецкий футболист и футбольный тренер. Чемпион Европы и вице-чемпион мира, двукратный обладатель Кубка УЕФА.

## Карьера

### Карьера игрока
В юности играл клубах «Зюдштерн», «Рудов», «Герта 03» (Целендорф). В 1990 году перешёл в мюнхенскую «Баварию», в составе которой сыграл 185 матчей.
В 1997—2004 гг. был игроком таких клубов, как «Милан», «Мидлсбро», «Ливерпуль» и «Тоттенхэм».
Его тренер в "Милане" Альберто Дзаккерони вспоминал : "«Моим самым большим сожалением там [в Милане] был Кристиан Циге. Я пытался убедить Циге играть на позиции крайнего защитника. Я был уверен, что он мог бы быть великолепен в этой роли. У него были технические способности номера 10 — отличная левая нога, которой он мог забивать голы и отдавать голевые передачи, — но он также мог бегать вверх и вниз в течение 90 минут. Однако он так и не смирился с мыслью не играть на позиции левого защитника, и после ухода из "Милана" у него не было выдающейся карьеры"
Летом 2000 перешёл в "Ливерпуль" за 8 млн фунтов стерлингов.
В 2004 году вернулся в Германию, став игроком мёнхенгладбахской «Боруссии». В 2005 году завершил карьеру из-за травмы.

### Национальная сборная
30 апреля 1991 года дебютировал на международной арене в составе молодёжной сборной Германии в матче против бельгийской команды, в котором он также забил свой первый гол.
В период с 1993 по 2004 год сыграл за сборную Германии 72 матча, забив 9 голов. Свою первую игру за взрослую сборную провёл в товарищеском матче против Бразилии (3:3). С 1996 по 2004 год входил в основной состав сборной Германии. В 1996 году на чемпионате Европы в финальном матче против команды Чехии помог Оливеру Бирхоффу забить золотой гол, который принёс немцам победу. Свою последнюю игру за сборную провёл 27 мая 2004 года против сборной Мальты.

### Тренерская карьера
Пройдя обучение в тренерской школе, был тренером молодёжного состава мёнхенгладбахской «Боруссии». 19 октября 2008 года на пресс-конференции был представлен в качестве ассистента тогдашнего тренера основной команды Мёнхенгладбаха Ханса Майера.
В 2011—2014 гг. тренировал молодёжные сборные Германии.
С 20 марта 2014 года по 25 марта 2015 года тренировал «Унтерхахинг».
С 30 ноября 2015 года по 15 марта 2017 года — тренер команды «Атлетико Балеарес», выступавшей в третьей футбольной лиге Испании.

## Достижения
Бавария
- Чемпион Германии 1994, 1997 годов
- Победитель Кубка УЕФА 1996

Милан
- Чемпион Италии 1999 года

Ливерпуль
- Обладатель Кубка Англии 2001 года
- Обладатель Кубка Английской лиги 2001 года
- Победитель Кубка УЕФА 2001 годов

Сборная Германии
- Вице-чемпион мира 2002 года
- Чемпион Европы 1996 года